# Адміністративний устрій Братського району
Адміністративний устрій Братського району — адміністративно-територіальний поділ Братського району Миколаївської області на 1 селищну та 15 сільських рад, які об'єднують 60 населених пунктів та підпорядковані Братській районній раді. Адміністративний центр — смт Братське.

## Список радБратського району
| №  | Назва                              | Центр                | Населені пункти                                                                                       | Площа км² | Місце за площею | Населення (2001), чол. | Місце за населенням | Розташування |
| -- | ---------------------------------- | -------------------- | --- | --------- | --------------- | ---------------------- | ------------------- | ------------ |
| 1  | Братська селищна рада              | смт Братське         | смт Братське с. Антонове с. Висока Гора с. Зелений Яр с. Кам'януватка с. Новоолексіївка с. Озеринівка |           |                 |                        |                     |              |
| 2  | Ганнівська сільська рада           | с. Ганнівка          | с. Ганнівка с. Воронине с. Дарниця с. Єлизаветівка с. Мостове с. Новофедорівка с. Цибульки            |           |                 |                        |                     |              |
| 3  | Григорівська сільська рада         | с. Григорівка        | с. Григорівка с. Антонівка с-ще Людмилівка с. Михайло-Жукове с. Орлове Поле с. Тимофіївка с. Степове  |           |                 |                        |                     |              |
| 4  | Іллічівська сільська рада          | c. Іллічівка         | c. Іллічівка с. Микільське                                                                            |           |                 |                        |                     |              |
| 5  | Кам'яно-Костуватська сільська рада | c. Кам'яно-Костувате | c. Кам'яно-Костувате с. Кам'янопіль с. Прищепівка с. П'ятихатки                                       |           |                 |                        |                     |              |
| 6  | Костуватська сільська рада         | c. Костувате         | c. Костувате с. Петрівка Друга с. Петрівка Перша                                                      |           |                 |                        |                     |              |
| 7  | Кривопустоська сільська рада       | c. Крива Пустош      | c. Крива Пустош с. Антонопіль с. Кудрявське                                                           |           |                 |                        |                     |              |
| 8  | Миколаївська сільська рада         | c. Миколаївка        | c. Миколаївка с. Єгорівка с. Красноярка с. Павлодарівка                                               |           |                 |                        |                     |              |
| 9  | Миролюбівська сільська рада        | c. Миролюбівка       | c. Миролюбівка с. Лісове с. Юр'ївка                                                                   |           |                 |                        |                     |              |
| 10 | Новокостянтинівська сільська рада  | c. Новокостянтинівка | c. Новокостянтинівка с. Надеждівка с. Новопетрівка с. Трудолюбівка                                    |           |                 |                        |                     |              |
| 11 | Новомар'ївська сільська рада       | c. Новомар'ївка      | c. Новомар'ївка с. Обухівка                                                                           |           |                 |                        |                     |              |
| 12 | Новоолександрівська сільська рада  | c. Новоолександрівка | c. Новоолександрівка с. Мирне                                                                         |           |                 |                        |                     |              |
| 13 | Петропавлівська сільська рада      | c. Петропавлівка     | c. Петропавлівка с. Українець                                                                         |           |                 |                        |                     |              |
| 14 | Сергіївська сільська рада          | c. Сергіївка         | c. Сергіївка с. Михайлівка с. Сергіївське                                                             |           |                 |                        |                     |              |
| 15 | Улянівська сільська рада           | c. Улянівка          | c. Улянівка с. Макарове с. Соколівка                                                                  |           |                 |                        |                     |              |
| 16 | Шевченківська сільська рада        | c. Шевченко          | c. Шевченко с. Веселий Роздол с. Вікторівка с. Ясна Поляна                                            |           |                 |                        |                     |              |

* Примітки: м. — місто, с-ще — селище, смт — селище міського типу, с. — село